# Northwest Airlines
Northwest Airlines (a menudo abreviada NWA) fue una de las principales aerolíneas de Estados Unidos, fundada en 1926 y absorbida por Delta Air Lines en 2008. La fusión fue aprobada el 29 de octubre de 2008, haciendo de Delta la mayor aerolínea del mundo. Northwest continuó operando bajo su propio nombre y marca hasta que se completó la fusión el 31 de enero de 2010.
La sede principal de Northwest estaba en Eagan, Minnesota, cerca del Aeropuerto Internacional de Mineápolis-Saint Paul. Después de la Segunda Guerra Mundial dominó el mercado a través del Pacífico con un hub en Tokio, Japón (inicialmente el aeropuerto de Haneda, más tarde el aeropuerto de Narita). Después de la adquisición de Republic Airlines en 1986, Northwest también estableció hubs en el aeropuerto de Detroit y el aeropuerto de Memphis. En 1993 se inició una alianza estratégica con KLM y un hub europeo de forma conjunta en el aeropuerto Ámsterdam-Schiphol. Las operaciones de Detroit y Minneapolis se mantuvieron como hubs de Delta. Sin embargo, las operaciones de Memphis se han reducido de más de 300 a menos de 100 vuelos al día y el servicio directo a Ámsterdam fue finalizado.
Antes de su fusión con Delta, Northwest era la sexta aerolínea más grande del mundo en términos de millas regulares voladas de pasajeros nacionales e internacionales y la sexta más grande de Estados Unidos en términos de millas voladas por pasajeros nacionales. Además de operar una de las más grandes redes de rutas nacionales en Estados Unidos, Northwest transportó más pasajeros a través del Océano Pacífico (5,1 millones en 2004) que cualquier otra compañía aérea de Estados Unidos, y transportó más carga aérea doméstica que cualquier otra aerolínea estadounidense de pasajeros.
Los vuelos regionales para Northwest eran operados bajo el nombre de Northwest Airlink por Mesaba Airlines, Pinnacle Airlines y Compass Airlines. Northwest Airlines era socio minoritario de Midwest Airlines, con una participación del 40 % en la empresa.

## Asuntos corporativos e identidad

### Sede

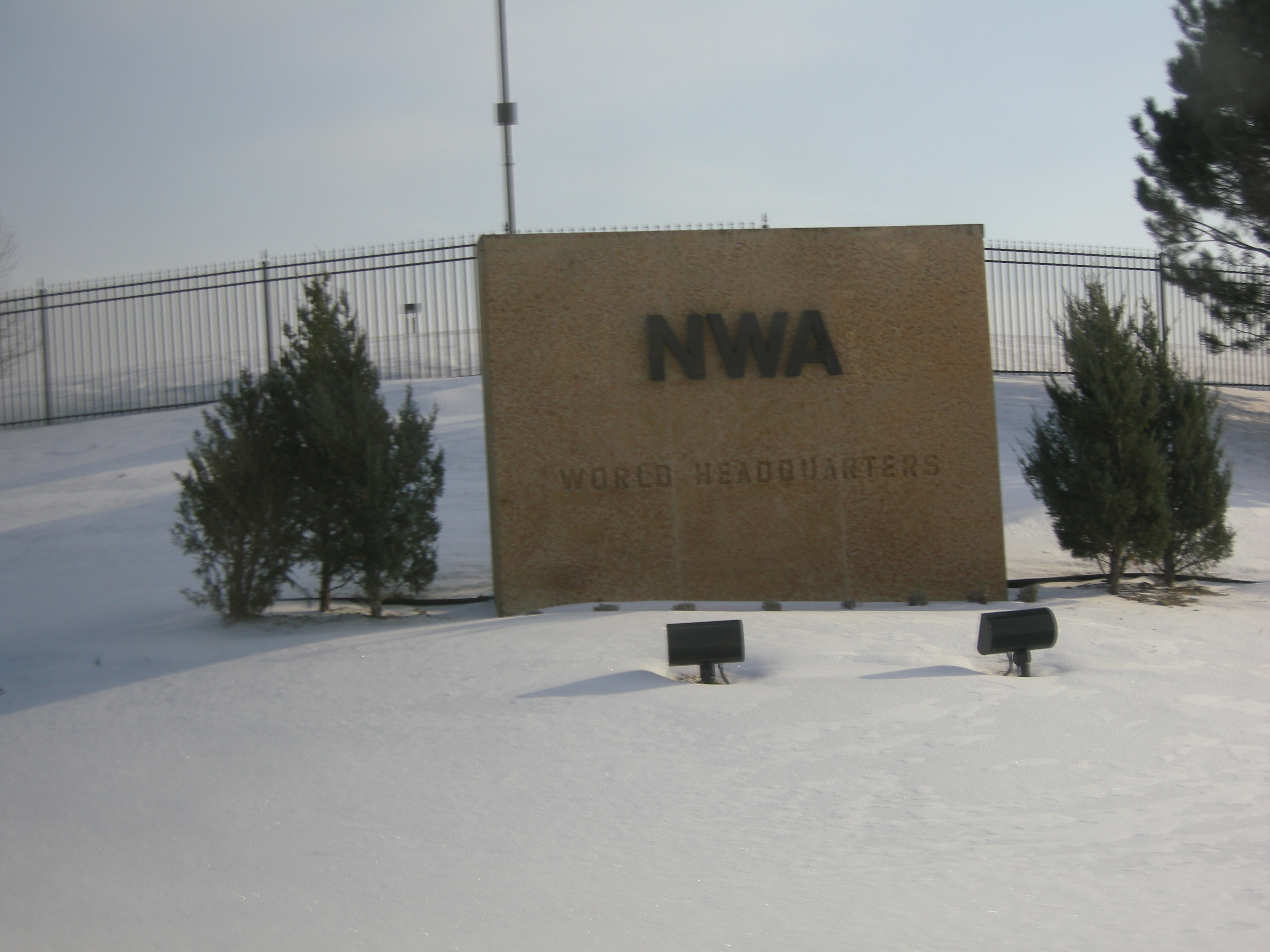
Señal de entrada a la sede de Northwest Airlines en Eagan

Inmediatamente antes de que Northwest dejara de ser una aerolínea independiente, su sede se encontraba en el Edificio A, una instalación en Eagan, Minnesota, cerca de Minneapolis-St. Aeropuerto Internacional Paul y la intersección de la I-35E y la Interestatal 494. El edificio de 266 899 pies cuadrados (24 795,7 metros cuadrados) en el complejo, que albergaba a aproximadamente 1000 empleados del Noroeste, fue construido en 1985. El edificio tenía una gran "N" pintada en el techo. 
Después de que Delta Airlines y Northwest se fusionaron, Delta trasladó a los empleados de la sede de Eagan a otras oficinas en el área de Minneapolis-Saint Paul. En octubre de 2009, Delta Air Lines contrató a un corredor de bienes raíces para que pusiera en venta o arrendamiento el antiguo complejo de la sede de Northwest Airlines de 108 acres (44 ha). Durante ese mes, la instalación tenía un valor imponible de $ 13,7 millones. La aerolínea comercializó 36 acres (15 ha) de la antigua instalación de NWA que se encuentra a lo largo de la Interestatal 494 por separado de la parte principal de la propiedad, ya que la aerolínea consideró que la propiedad era un exceso. Terry Kingston, director ejecutivo de la firma de corretaje de bienes raíces Cushman & Wakefield, declaró que otras partes habían interesado en la propiedad de Northwest Airlines. Northwest fue el único ocupante del edificio de la sede de cuatro pisos. Los empleados restantes en el área de Minneapolis fueron trasladados al Edificio C, el antiguo edificio de la sede de Republic Airlines, ubicado en la propiedad de Minneapolis-St. Paul International Airport, así como el Edificio J ubicado en Eagan.
Antes de que la sede estuviera en Eagan, estaban en los terrenos de Minneapolis-St. Aeropuerto Internacional Paul.

## Destinos
Northwest Airlines operó una amplia red nacional e internacional con centros de conexión en Detroit, Memphis, Mineápolis/St. Paul, Ámsterdam y Tokio-Narita.

## Librea
NWA usó al menos 2 libreas, la primera siendo Bowling Shoe, la cual era rojo con blanco, y después se cambió a una blanca, con el logotipo de la aerolínea.